# Motore Nissan VQ
Con la sigla VQ si intende una grande famiglia di motori a scoppio prodotti a partire dal 1994 dalla casa automobilistica giapponese Nissan.

## Caratteristiche e versioni

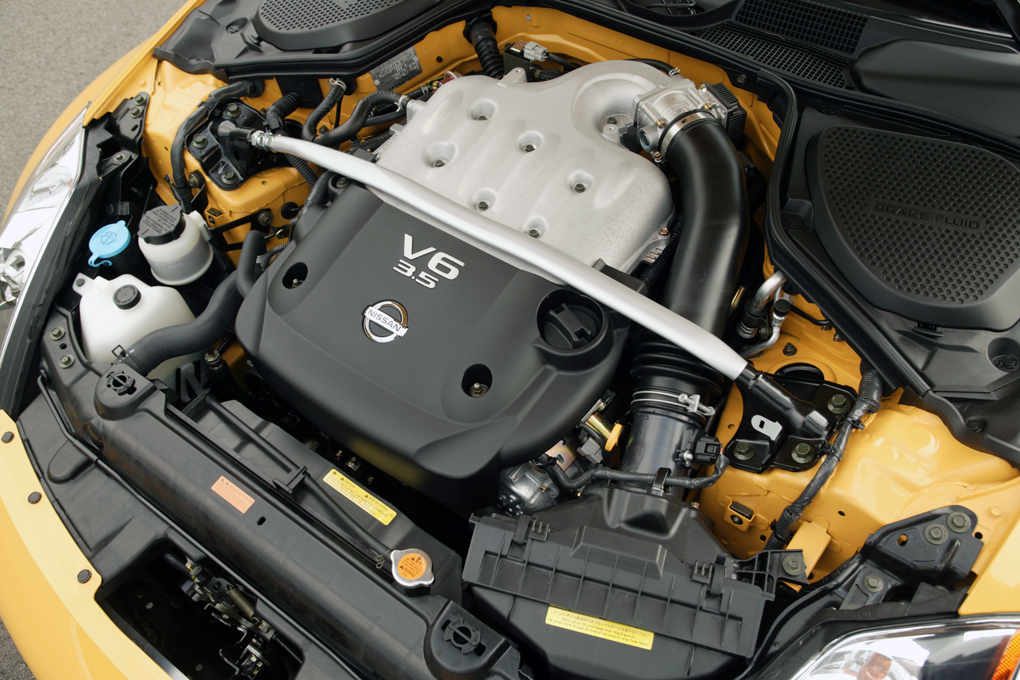
Vista di un motore VQ35DE

I motori VQ sono dei V6 di fascia alta, con cubature comprese tra i 2 ed i 4 litri. Hanno equipaggiato svariati modelli della Casa giapponese con relativi marchi ad essa annessi, ed a partire dai primi anni 2000, in seguito all'alleanza della Nissan con la Renault, anche su alcuni modelli di punta della Casa francese.

Le caratteristiche dei motori VQ sono:
- architettura a 6 cilindri a V;
- angolo di 60° tra le bancate;
- basamento e testate in lega di alluminio;
- alimentazione ad iniezione elettronica;
- distribuzione a doppio albero a camme in testa;
- testate a 4 valvole per cilindro.

La famiglia dei motori VQ si è ramificata nel corso degli anni in ben 14 versioni, che divennero in poco tempo uno dei punti di riferimento mondiali per quanto riguarda l'affidabilità e la rotondità e dolcezza di funzionamento. Si tratta anche degli unici motori ad essere stati sempre presenti nella graduatoria dei 10 migliori motori dell'anno.

Di seguito vengono illustrate le varie versioni dei motori VQ.

### VQ20DE
Questo motore è stato tra le prime versioni dei motori VQ ad esordire. Le sue misure di alesaggio e corsa sono di 76x73.3 mm, per una cilindrata complessiva di 1995 cm³. Questo motore era alimentato ad iniezione elettronica multipoint sequenziale ed è stato proposto in tre varianti, caratterizzate come segue:
| VQ20DE | Rapporto di compressione | Potenza CV/rpm      | Coppia Massima Nm/rpm   |
| ------ | ------------------------ | ------------------- | ----------------------- |
| 1      | 9.5:1                    | 140 a 6400 rpm      | 177 a 4000 rpm          |
| 2      | 9.5:1                    | 150 a 6400 rpm      | 186 a 4400 giri/min     |
| 3      | 10:1                     | 160 a 6400 giri/min | 196 N·m a 4400 giri/min |

Questo motore è stato montato su:
- Nissan Cefiro Mk2 e Mk3 (1994-2003);
- Nissan Maxima QX 2.0 V6, solo per il mercato europeo (1994-98);
- Nissan Cedric Y33 (1994-98).

### VQ23DE
La versione da 2.3 litri ha una cilindrata di 2349 cm³, data da misure di alesaggio e corsa pari ad 85x69 mm. Con un rapporto di compressione pari a 9,8:1, questo motore eroga una potenza massima di 170 CV a 6000 giri/min, mentre la coppia massima è di 225 Nm a 4400 giri/min. 

Le sue applicazioni sono:
- Nissan Teana 230JM-J31 (2003-08);
- Samsung SM7 (dal 2006);
- Samsung SM5 (dal 2007).

### VQ25DE
Questo è un altro dei motori VQ che esordirono nel 1994, assieme al VQ20DE ed al VQ30DE. Nel VQ25DE, derivato dall'unità da 2 litri, l'alesaggio è stato portato ad 85 mm, mentre la corsa è rimasta invariata a 73.3 mm. La cilindrata, di conseguenza, è aumentata, portandosi a 2495 cm³. Questo motore era disponibile in più varianti, aventi le seguenti caratteristiche:
| VQ25DE | Rapporto di compressione | Potenza CV/rpm      | Coppia Massima Nm/rpm   |
| ------ | ------------------------ | ------------------- | ----------------------- |
| 1      | 10:1                     | 186 a 6400 rpm      | 232 a 3200 rpm          |
| 2      | 10:1                     | 190 a 6400 rpm      | 236 a 3400 giri/min     |
| 3      | 10.3:1                   | 210 a 6400 giri/min | 265 N·m a 4000 giri/min |

Questo motore è stato montato su:
- Nissan Cefiro Mk2 e Mk3 (1994-2003);
- Nissan Cedric Y33 e Gloria (1994-98);
- Nissan Leopard Mk4 (1996-99);
- Nissan Fuga (2004-07).
- Nissan Elgrand E51 (2004–10);
- Nissan Teana J32 (dal 2008);
- Renault Samsung SM5(L43) (178cv) (dal 2010);
- Renault Latitude (L43) (178cv) (dal 2010);
- Samsung SM7 (190cv) (dal 2011);
- Renault Talisman (190cv) (dal 2012).

### VQ30DE

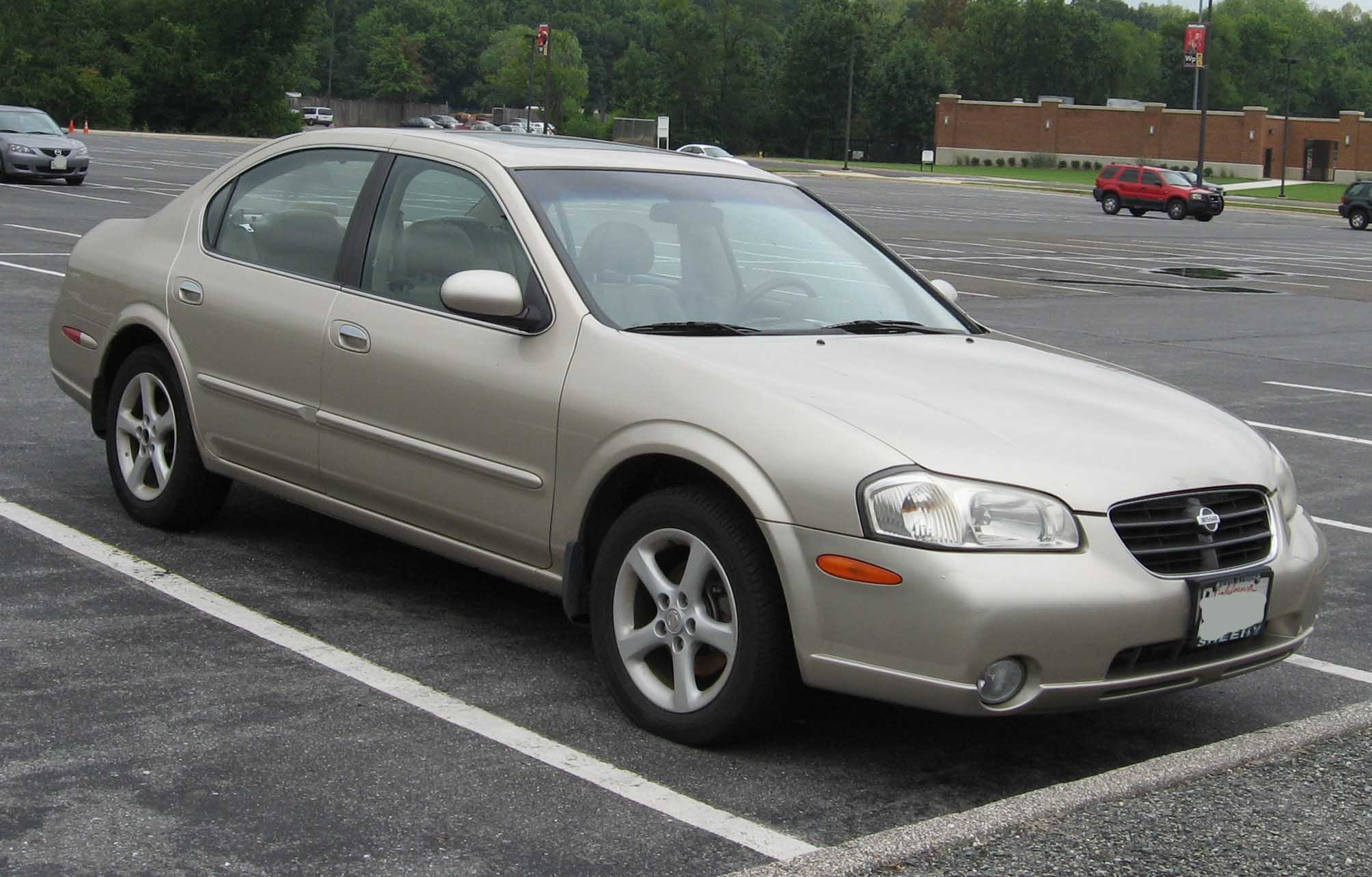
Le Nissan Maxima Mk5 (non importate in Italia) montavano anche motori VQ30DE-K

La terza versione facente parte trio di motori VQ esordienti sul mercato è una versione ad alesaggio ancor più maggiorato delle prime due. In tale motore, infatti, il diametro dei cilindri è stato portato a 93 mm, facendo così salire la cilindrata a 2987 cm³. È stato proposto con potenze tra i 193 ed i 230 CV a 6400 giri/min, e con valori di coppia massima tra i 255 ed i 294 N·m a 4000-4400 giri/min. La variante più potente viene denominata VQ30DE-K. In ogni caso il rapporto di compressione era di 10:1.

Il motore VQ30DE è stato presente nella graduatoria dei 10 migliori motori mondiali tra il 1995 ed il 1999.

Questo motore è stato montato su:
- Nissan Maxima QX 3.0 V6, solo per il mercato europeo (1994-98);
- Nissan Maxima Mk5, solo motore VQ30DE-K (2000-2001);
- Nissan Cefiro Mk2 (1994-98);
- Infiniti I30 Mk1 (1996-99);
- Nissan Presage (1998-2003).

### VQ30DET

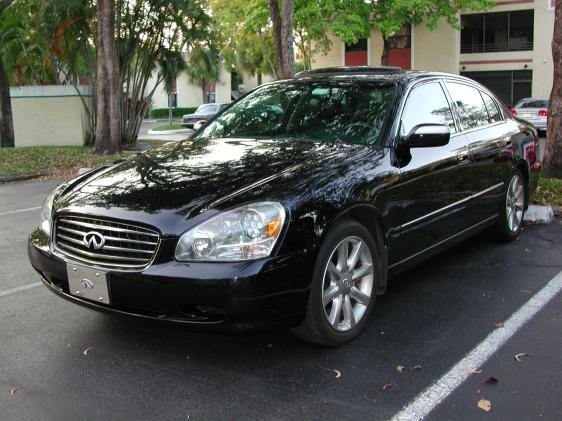
Una Infiniti Q45, auto di lusso equipaggiata tra l'altro con un VQ30DET

Questa sigla indica la prima evoluzione sulla base di un'unità VQ. Questa evoluzione, introdotta nel 1995, non è altro che l'unità VQ30DE sovralimentata mediante turbocompressore. Caratterizzata da un rapporto di compressione pari a 9:1, questa unità motrice erogava inizialmente una potenza massima di 270 CV a 6000 giri/min ed una coppia massima di 368 N·m. A partire dal 1998, però, alcuni aggiornamenti portarono la potenza massima a 280 CV e la coppia motrice a 387 N·m di punta massima a 3600 giri/min. Questo motore è stato montato su:
- Nissan Gloria/Cedric Y33/Y34 (1995-2004);
- Nissan Leopard JY33 (1997-99);
- Nissan Cima F50 (dal 2001);
- Infiniti Q45 F50 (2001-06).

### VQ30DD
La seconda evoluzione dei motori VQ avviene nuovamente sulla base del 3 litri aspirato, ed è stata introdotta nel 1997. Questa nuova evoluzione si differenzia dall'unità VQ30DE essenzialmente nell'adozione dell'iniezione diretta, nonché in un nuovo dispositivo di fasatura variabile continua a controllo elettronico (eVTC). Questo motore è stato proposto in tre varianti, così caratterizzate:
| VQ30DD | Potenza CV/rpm | Coppia Massima Nm/rpm |
| ------ | -------------- | --------------------- |
| 1      | 230 a 6400 rpm | 294 a 3600 rpm        |
| 2      | 240 a 6400 rpm | 308 a 3600 giri/min   |
| 3      | 260 a 6400 rpm | 324 a 4800 rpm        |

L'unità più potente è stata montata su:
- Nissan Stagea M35 300RX, (2001-04);
- Nissan Skyline V35 300GT (2001-06).

Le altre due varianti hanno invece trovato applicazione su:
- Nissan Leopard JY33 (1997-99);
- Nissan Cedric/Gloria Y34 (1999-2004).

### VQ25DD

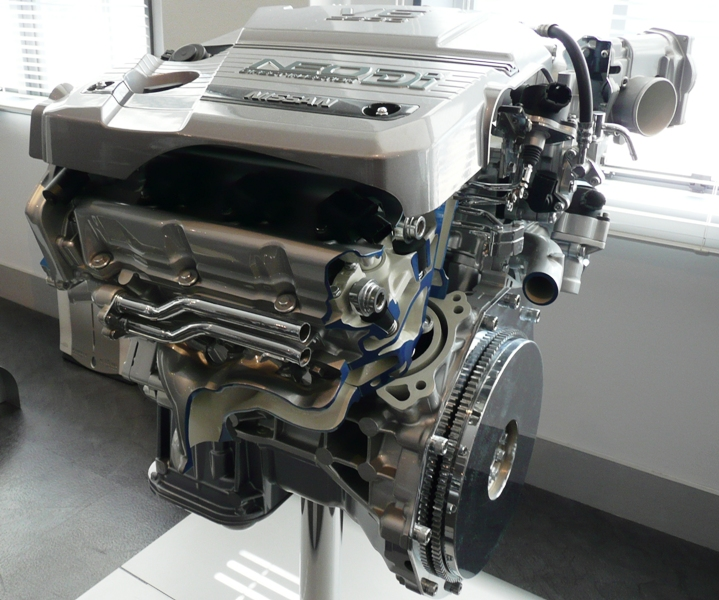
Vista di un motore VQ25DD

L'iniezione diretta, dopo essere approdata sul 3 litri VQ, nel 1999 finisce per essere montata anche sul 2.5 litri VQ25DE, dando luogo all'unità VQ25DD. Anche qui, come nell'unità VQ30DD, la distribuzione si avvale di un dispositivo di fasatura variabile continua a gestione elettronica. Identica la cilindrata e le caratteristiche dimensionali. Cambiano invece altre caratteristiche, come il rapporto di compressione ed i valori di erogazione. Questo motore è stato proposto in due varianti, assai vicine tra loro per prestazioni:
| VQ25DD | Rapporto di compressione | Potenza CV/rpm | Coppia Massima Nm/rpm |
| ------ | ------------------------ | -------------- | --------------------- |
| 1      | 11:1                     | 210 a 6400 rpm | 264 a 4400 rpm        |
| 2      | 11.3:1                   | 215 a 6400 rpm | 270 a 4400 giri/min   |

Questo motore è stato montato su:
- Nissan Cefiro Mk3 (1999-2002);
- Nissan Cedric Y34 250L/LV (1999-2004);
- Nissan Skyline V35 250GT (2001-06);
- Nissan Stagea M35 RS/RS-V/RX (2001-07).

### VQ35DE

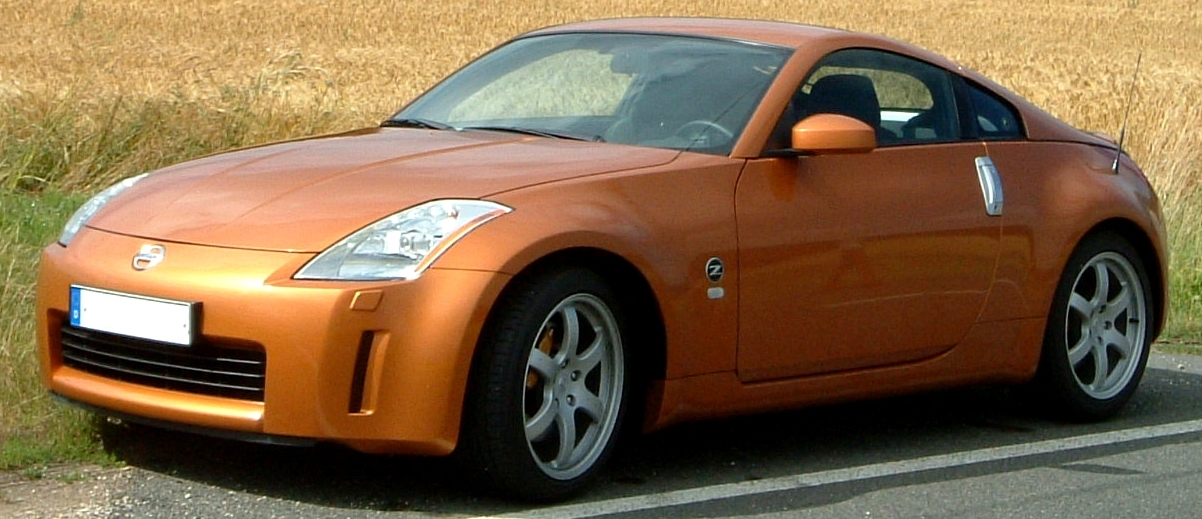
Una Nissan 350Z (o Nissan Fairlady Z in altri mercati) è un tipico esempio di applicazione del motore VQ35DE

L'arrivo del 2000 coincide con l'esordio di una nuova versione della famiglia VQ. Si tratta di un'evoluzione profonda dell'unità VQ30DE, le cui misure di alesaggio e corsa sono state portate da 93x73.3 mm a 95.5x81.4 mm, con la cilindrata totale che passa così da 2987 a 3498 cm³. Questo motore è stato proposto in circa una dozzina di diverse varianti, con potenze comprese tra i 217 ed i 300 CV. Elencare tutte le possibili applicazioni sarebbe un'impresa titanica, per il gran numero di marchi e versioni interessate. Per avere un'idea, si può comunque rendere noto che tra le Nissan equipaggiate con tale motore vi sono i modelli: Altima, Skyline, Murano, Quest,Maxima, Cefiro, Stagea e l'ammiraglia Cima e la sportiva Fairlady/350Z.

Tra le Infiniti, invece, troviamo i modelli G35, M35, EX35 ed FX35.

Interessante per il mercato europeo è il fatto che, una volta stretta l'alleanza tra la Nissan e la Renault, è stato possibile montare questo motore anche su:
- Renault Laguna Mk3 Coupé 3.5 V6 24v (2008-12);
- Renault Vel Satis 3.5 V6 (2002-06);
- Renault Espace Mk4 3.5 V6 (2003-07).

Altre applicazioni di questo motore si ritrovano anche sulla berlina Renault-Samsung SM7 prodotta a partire dal 2005. La seconda generazione di tale modello, lanciata nel 2011, è stata commercializzata a partire al 2012 anche con il nome di Renault Talisman ed anche quest'ultima, nella sua versione di punta, monta il motore VQ35DE con potenza di 258 CV, come peraltro anche nella SM7 stessa.

### VQ25DET

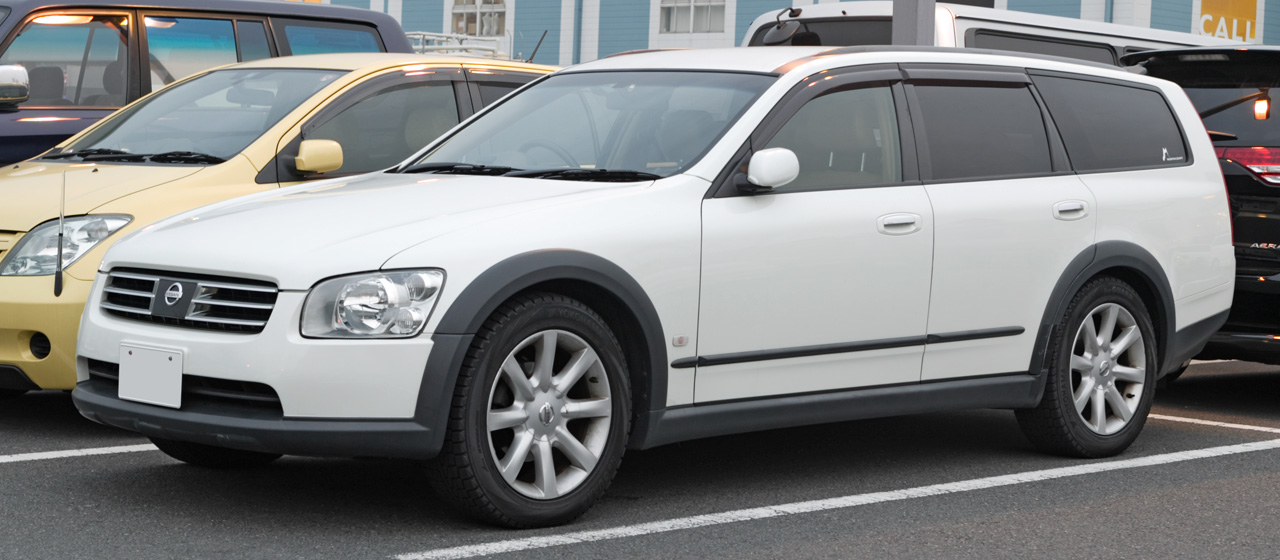
Le ultime Nissan Stagea erano disponibili anche con motore VQ25DET

Nel 2001, è stata introdotta una nuova variante da 2.5 litri, consistente nell'unità VQ25DE dotata di sovralimentazione tramite turbocompressore. Come in ogni versione sovralimentata di un aspirato già esistente, il rapporto di compressione è stato opportunamente abbassato, scendendo da 10:1 ad 8.5:1. La potenza massima è di 280 CV a 6400 giri/min, mentre la coppia massima raggiunge 407 N·m a 3200 giri/min.

Questo motore è stato montato sulle Nissan Stagea M35 250tRS, prodotte dal 2001 al 2004.

### VQ30DETT

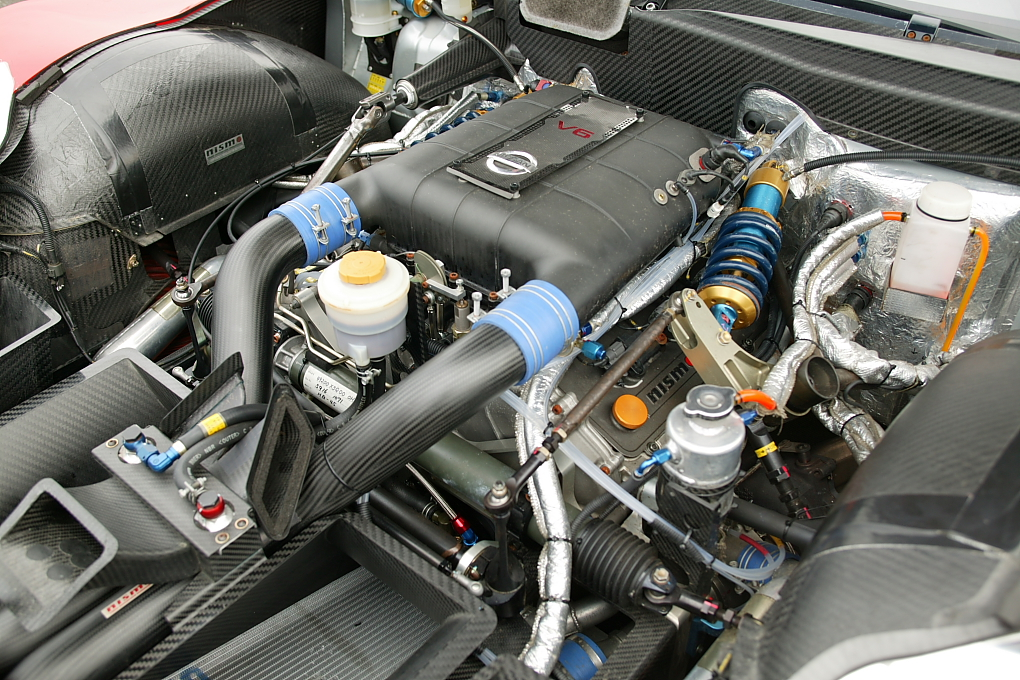
Vista di un motore VQ30DETT

Nel 2003, assieme all'unità appena descritta, esordì anche una nuova unità, basata sull'unità VQ30DET, ma caratterizzata dalla doppia sovralimentazione. Si tratta insomma di un 3 litri biturbo, ma al contrario delle altre unità VQ, questa non venne impiegata per modelli stradali, ma solo in campo agonistico, ed in particolare sulle Nissan Skyline GT-R e Fairlady Z (queste ultime sono note nel nostro mercato come Nissan 350Z). Questo motore eroga una potenza massima di circa 480 CV.

### VQ40DE

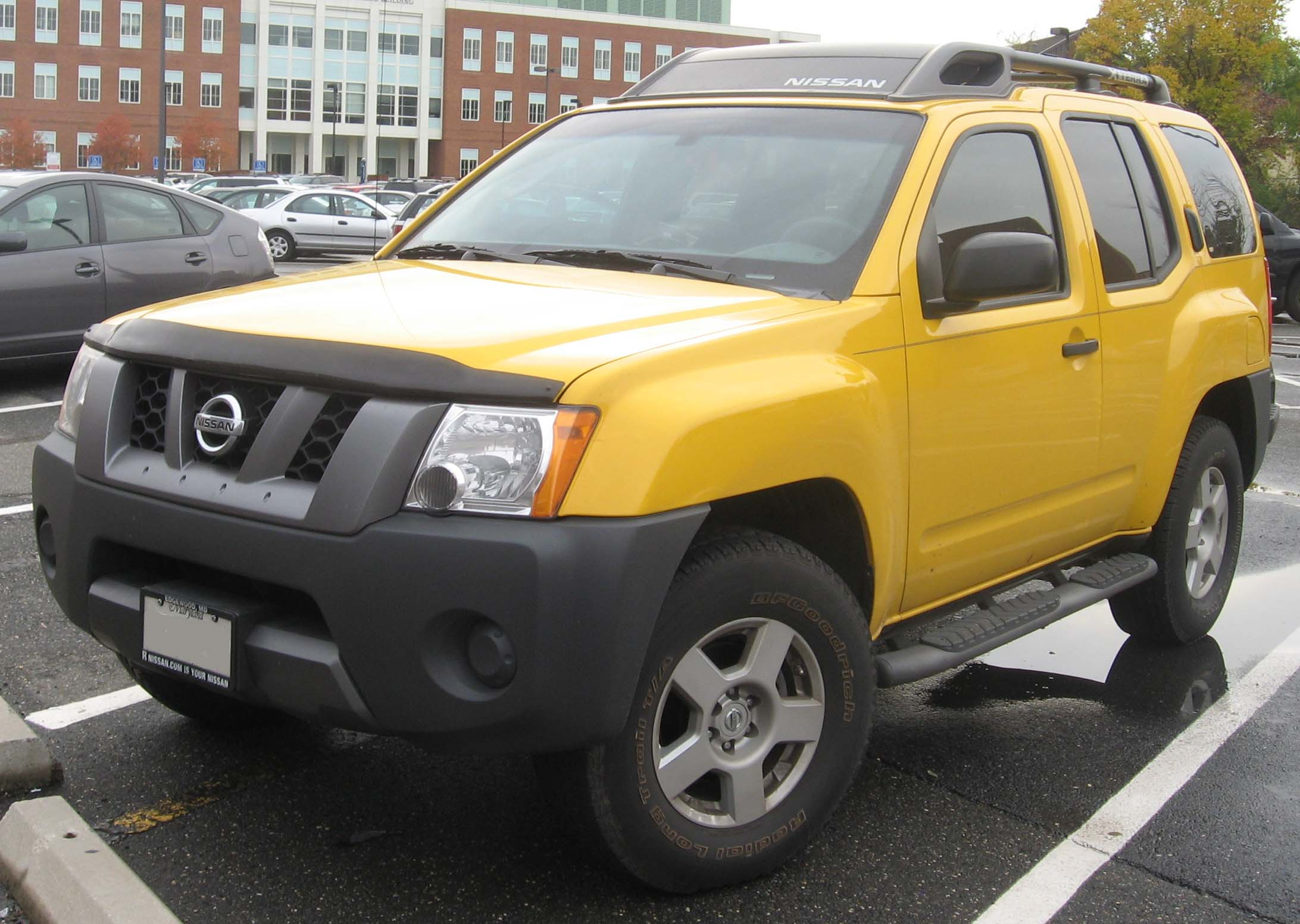
Le Nissan XTerra seconda serie montano un motore VQ40DE

Nel 2005 è stata introdotta una nuova unità motrice, la più grande dell'intera famiglia VQ. Con un alesaggio di 95.5 mm ed una corsa di 92 mm, l'unità VQ40DE raggiunge una cilindrata di 3954 cm³. In pratica è una versione a corsa allungata dell'unità VQ35DE. In quanto versione di punta della famiglia VQ, questo motore è stato costruito utilizzando le migliori raffinatezze tecnologiche. È stato migliorato il sistema di fasatura variabile, è stato montato un collettore di aspirazione a geometria variabile, le canne cilindri ed i pistoni sono state riviste per ridurre gli attriti e l'albero a gomiti è stato reso cavo per ridurre la massa. Il motore è stato prodotto in tre varianti molto vicine tra loro, con potenze di 265, 270 e 273 CV a 5600 giri/min e con coppie massime di 385 e 395 N·m a 4000 gir/min.

Questo motore è stato montato su:
- Nissan Frontier Mk2 (dal 2005);
- Nissan XTerra Mk2 (dal 2005);
- Nissan Pathfinder Mk3 (dal 2005).

### VQ25HR
Introdotto nel 2007, questo motore è un'evoluzione del 2.5 litri aspirato, non più aggiornato dal 1999. In questa nuova versione, il motore ha subito miglioramenti all'asse a camme ed al sistema di aspirazione. Il fondoscala del contagiri è stato innalzato a 7500 giri/min. Con un rapporto di compressione di 10.6:1, la potenza massima raggiunge 225 CV a 6800 giri/min, con un picco di coppia pari a 263 N·m a 4800 giri/min. Questo motore è stato montato sulla Nissan Skyline V36 250GT, prodotta a partire dal 2006.

### VQ35HR

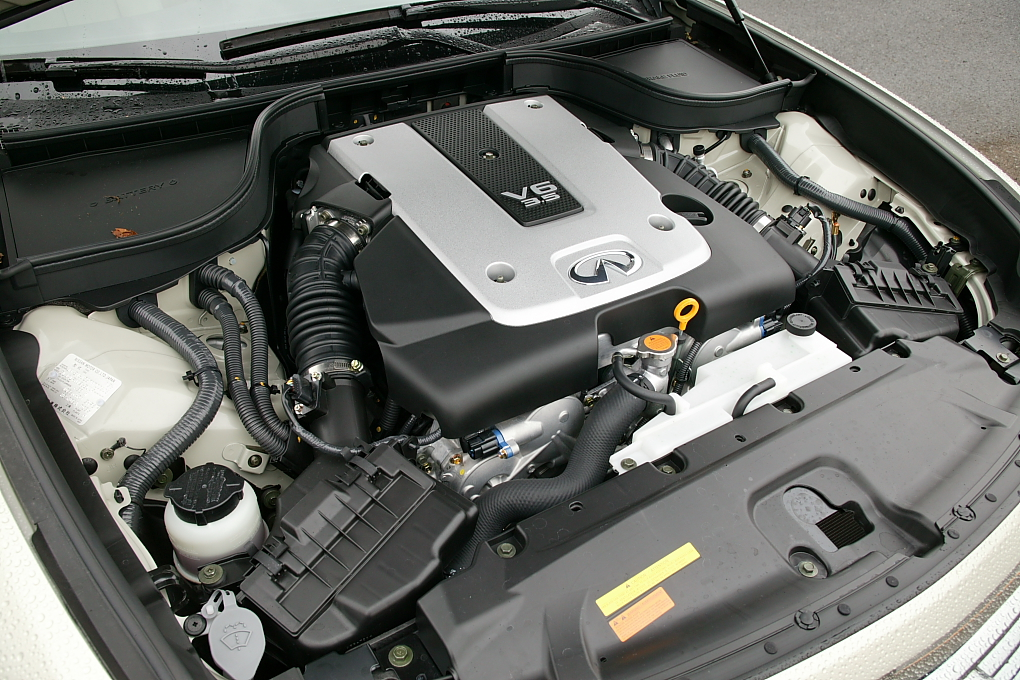
Vista di un motore VQ35HR

Questa è un'evoluzione dell'unità VQ35DE, ed è stata introdotta nel 2007, assieme alla più piccola unità VQ25HR. Con quest'ultima condivide tutte le migliorie tecniche. Il sistema di fasatura variabile prevede un dispositivo elettroidraulico per il lato aspirazione ed uno elettromagnetico per il lato scarico. Il rapporto di compressione è di 10.6:1, la potenza massima è compresa fra 275 e 315 CV a 6800 giri/min, mentre la coppia massima era compresa fra 353 e 358 N·m a 4800 giri/min. Questo motore ha trovato applicazione su:
- Infiniti G35 V36 (2007-09);
- Nissan Skyline V36 350GT (2007-14);
- Nissan Fairlady Z/350Z (2007-09);
- Infiniti EX (2007-12);
- Infiniti FX35 (2008-13).

Di questo motore esiste anche una variante ibrida, costituita da un'unità termica della potenza di 306 CV a 6800 giri/min, con coppia massima di 350 Nm a 5000 giri/min, più un motore elettrico da 68 CV di potenza massima in grado quest'ultimo di erogare una coppia massima di ben 270 Nm. Le prestazioni combinate di questo motore ibrido sono di 364 CV per quanto riguarda la potenza massima e di 546 Nm per quanto riguarda la coppia massima. Fra le varie applicazioni, tale variante ibrida ha trovato posto sotto il cofano di:
- Infiniti Q50 S Hybrid (dal 2013);
- Infiniti Q70 Hybrid (dal 2013).

### VQ37VHR

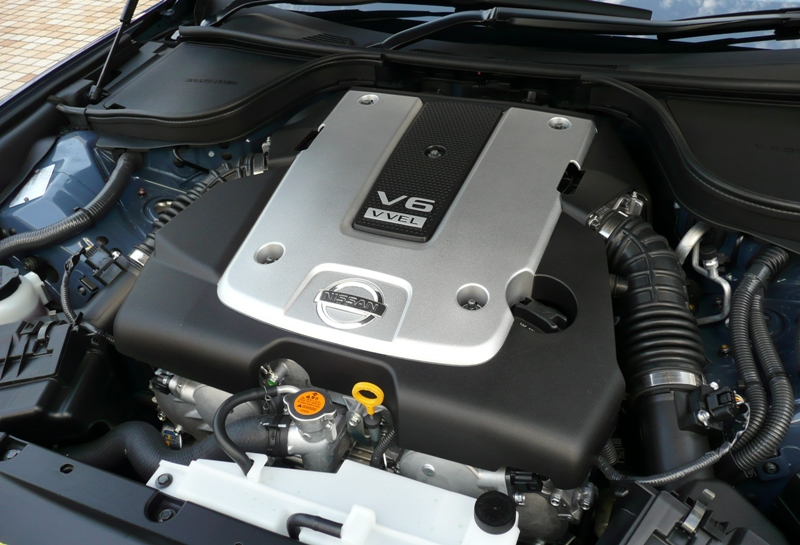
Vista di un motore VQ37VHR

Sulla base dell'unità appena descritta, alla fine del 2007 è stata introdotta l'ultima versione della famiglia VQ. A partire dal motore VQ35HR, è stata allungata la corsa, portata da 81.4 ad 86 mm, con conseguente aumento della cilindrata a 3696 cm³. La novità più grande in questo motore sta nel nuovo sistema di fasatura ed alzata variabili. Alcune caratteristiche, come la zona rossa a 7500 giri/min sono analoghe a quelle del motore VQ35HR. Il rapporto di compressione è stato portato ad 11:1. La potenza massima è di 331 CV a 7000 giri/min, con un picco di coppia pari a 363 N·m a 5200 giri/min.

Questo nuovo motore è stato montato su:
- Infiniti G37 coupé (2008-13);
- Infiniti M37 (2010-13);
- Nissan Skyline V36 370GT (2008-14);
- Infiniti FX37 (2009-13);
- Infiniti QX70 3.7 (2013-18):
- Infiniti EX37 (2009-13);
- Infiniti QX50 3.7 (2013-17);
- Nissan 370Z o Fairlady Z in altri mercati (2009-20).